# Nur-Nuru-Bin
Nur-Nuru-Bin (Planckendael Állatkert, 2012. június 16. – Fővárosi Állat- és Növénykert, 2017. március 22.) koala.

## Életrajza
2012. június 16-án született a mecheleni Planckendael Állatkertben. Neve az ausztrál őslakosság nyelvén déli szelet jelent. 2015-ben érkezett a Fővárosi Állat- és Növénykertbe a másik koalával, Vobarával.
2016 első felében Nur-Nuru-Bin volt a harmadik legnépszerűbb örökbefogadott állat a Fővárosi Állat- és Növénykertben.
2017-ben limfoid leukózis (lymphoid leukosis) daganatos betegség támadta meg a szervezetét. Életéért hetekig küzdöttek, azonban 2017. március 22-én el kellett altatni.
Nur-Nuru Bin és Vobara voltak az első koalák magyarországi állatkertben.